# Le Boullay-Mivoye
Le Boullay-Mivoye – miejscowość i gmina we Francji, w Regionie Centralnym, w departamencie Eure-et-Loir.
Według danych na rok 1990 gminę zamieszkiwały 353 osoby, a gęstość zaludnienia wynosiła 32 osoby/km² (wśród 1842 gmin Regionu Centralnego Le Boullay-Mivoye plasuje się na 795. miejscu pod względem liczby ludności, natomiast pod względem powierzchni na miejscu 1099.).